# 王詮宏
王詮宏（1997年1月1日—） ，為台灣的棒球選手之一，曾效力於中華職棒Lamigo桃猿隊，守備位置為投手。
於2015年中華職棒選秀會被Lamigo桃猿隊以第10輪第40順位選中，但由於肩膀受傷等因素，因此還未在二軍出賽過就在2017年季末遭到釋出，後被中信兄弟隊吸收並轉任球探至今，同時也以20歲之齡成為最年輕的球探。

## 經歷
- 臺中縣沙鹿國小
- 臺中市北勢國中青少棒隊
- 嘉義縣東石高中青棒隊
- 中華職棒Lamigo桃猿隊（2015年－2017年）
- 中華職棒中信兄弟隊球探（2018年－）

## 職棒生涯成績
- 於一、二軍皆無出賽紀錄

## 外部連結
- 王詮宏在台灣棒球維基館上的頁面（繁體中文）
- 球員資訊和成績在中華職棒官網（中文）